# 1868年のスポーツ
- 年度別スポーツ記事一覧

## 競馬

### イギリス
クラシック
- 2000ギニー - フォルモサ, Moslem
- 1000ギニー - フォルモサ
- エプソムダービー - ブルーガウン
- エプソムオークス - フォルモサ
- セントレジャーステークス - フォルモサ

その他主要レース
- アスコットゴールドカップ - Blue Gown
- グランドナショナル - The Lamb

### アメリカ合衆国
- ベルモントステークス - General Duke

### フランス
- パリ大賞典 - The Earl
- ジョッケクルブ賞 - Suzerain

### オーストラリア
- メルボルンカップ - Glencoe

## ゴルフ

### 世界4大大会（男子）
- 全英オープン優勝者：トム・モリス・ジュニア（イギリス）

## ボート
- オックスフォード・ケンブリッジ大学対抗レガッタ優勝：オックスフォード大学

## 陸上競技
- 11月11日 - アメリカ初の室内陸上競技会開催

## その他のスポーツ
- J.P.モリスが横浜クリケットクラブを創設
- ウィンブルドンで全イングランド・クロッケークラブ設立

## 誕生
- 6月6日 - ロバート・スコット（イギリス、探検家、+1912年）
- 10月28日 - ジェームズ・コノリー（アメリカ、陸上競技、+1957年）